# Lipacina
Lipacina (biał. Ліпаціна, ros. Липатино, Lipatino) – chutor na Białorusi, w obwodzie witebskim, w rejonie miorskim, w sielsowiecie Mikołajewo. W 2019 liczyła 4 mieszkańców.